# 阿貝爾格萊
亞伯格（Abergele）是威爾斯的一個城鎮，位於科爾溫灣和萊爾之間。亞伯格有人口約1萬人。